# Incidentul armat din gara Chișinău din 6 ianuarie 1918
Incidentul din gara Chișinău din 6 ianuarie 1918 a reprezentat un incident cu caracter de element central al tentativei autorităților Regatului României de a susține militar Sfatul Țării de la Chișinău – amenințat de o lovitură de forță a bolșevicilor – înainte de dislocarea trupelor române de campanie dincolo de Prut. Incidentul a avut caracter militar și a implicat în calitate de protagoniști un eșalon de voluntari ardeleni sosiți de la Kiev – pregătiți de luptă – și forțe militare bolșevice din capitala Basarabiei ale „Front-Otdel” – filială a RUMCEROD-ului din Odesa. Rezultatul a fost reprezentat de neutralizarea (dezarmarea) unității de voluntari în gara orașului, precum și de stoparea avansului și retragerea forțele române de sprijin care ar fi urmat să contribuie la preluarea Chișinăului, trimise din Regat de către Marele Cartier General.
Contextul politic și strategic al acțiunii a fost reprezentat de două elemente principale. Primul a fost asociat cu incapacitatea Consiliului Directorilor Generali ai Basarabiei de a controla situația amenințată de presiunea forțelor bolșevice aflate în curs de organizare pe teritoriul guberniei, neputință care a fost un motiv pentru a solicita ajutor, inclusiv din partea Guvernului României. Al doilea element a fost reprezentat de interesul major al Regatului României de a beneficia – cu acordul reprezentanților Antantei și ai Puterilor Centrale – de stăpânirea militară a teritoriului Moldovei Orientale, în conjunctura favorabilă istoric pentru separarea teritoriului basarabean de Imperiul Rus – care se ivise și în contextul în care Moldova Occidentală, amenințată de foamete, nu se putea aproviziona ca efect al dezordinii din teritoriul situat între Prut și Nistru.
Un studiu prealabil de operații, efectuat de locotenent-colonelul Ion Antonescu, a prevăzut ca primă etapă a stabilirii dominației militare române în zonă – înainte de dislocarea unei mari unități peste Prut – o acțiune surpriză destinată să ocupe axa de transport Tighina/Bender - Chișinău - Ungheni. În ceea ce privește preluarea Chișinăului, aceasta ar fi trebuit efectuată cu efective de grăniceri și voluntari ardeleni. 
Având forța aproximativă a unui batalion, eșalonul de voluntari ardeleni a  ajuns în gara Chișinău în dimineața zilei de 6 ianuarie, în condițiile în care sosirea sa, pregătită din timp, fusese deconspirată „Filialei Frontului” – organizația militară bolșevică de pe plan local, care între timp declanșase un puci pentru a prelua conducerea guberniei. Poziționate din timp, trupele bolșevice au forțat, prin folosirea armamentului individual din dotare și a artileriei, depunerea armelor de către detașamentul de voluntari. Dislocate cu 1 până la 2 zile înainte dincolo de Prut, trupele române de sprijin formate din 5 batalioane (din care 4 destinate direct Chișinăului) au întâmpinat o rezistență militară rusă semnificativă, care a determinat fie retragerea lor prin luptă, fie căderea în prizonierat.
După eșuarea puciului bolșevic din Chișinău, prizonierii supraviețuitori ai eșalonului de la Kiev au fost eliberați de forțele armate locale loiale guvernului moldovenesc. În scurtă vreme 4 divizii românești au fost dislocate în Basarabia și au forțat retragerea unităților militare bolșevice dincolo de Nistru.

## Contextul politic și strategic
La sfârșitul anului 1917 exista o penurie de alimente pe teritoriul Moldovei Occidentale rămase în afara ocupației germane, într-un context în care în Basarabia se aflau importante stocuri de provizii și teritoriul acesteia devenise amenințat de extinderea bolșevismului din sudul Ucrainei. Ca atare, atât Guvernul României cât și Aliații au devenit progresiv interesați de ceea ce se întâmpla la est de Prut, ultimii îndemnând autoritățile române să trimită trupe în Basarabia. Același îndemnuri au venit atât din partea generalului Dmitri Șcerbaciov – comandantul rus al Frontului din Moldova (care a precizat că trupele vor fi retrase după îndeplinirea misiunii acestora) cât și în mod aparent paradoxal din partea Puterilor Centrale, interesate să flexibilizeze pe românii angajați în negocierile de pace de la Focșani, prin oferirea în compensație pentru teritoriul dobrogean a celui basarabean. Mai mult, luând act de declarațiile lui Woodrow Wilson și ale lui Lloyd George, prim miniștrii Ion I. C. Brătianu și mai apoi Alexandru Averescu au ajuns la concluzia că în cazul unei victorii a Antantei, România nu va obține teritorii suplimentare. Oferta Basarabiei a devenit astfel, în condițiile catastrofale de la finele lui 1917, deosebit de tentantă.

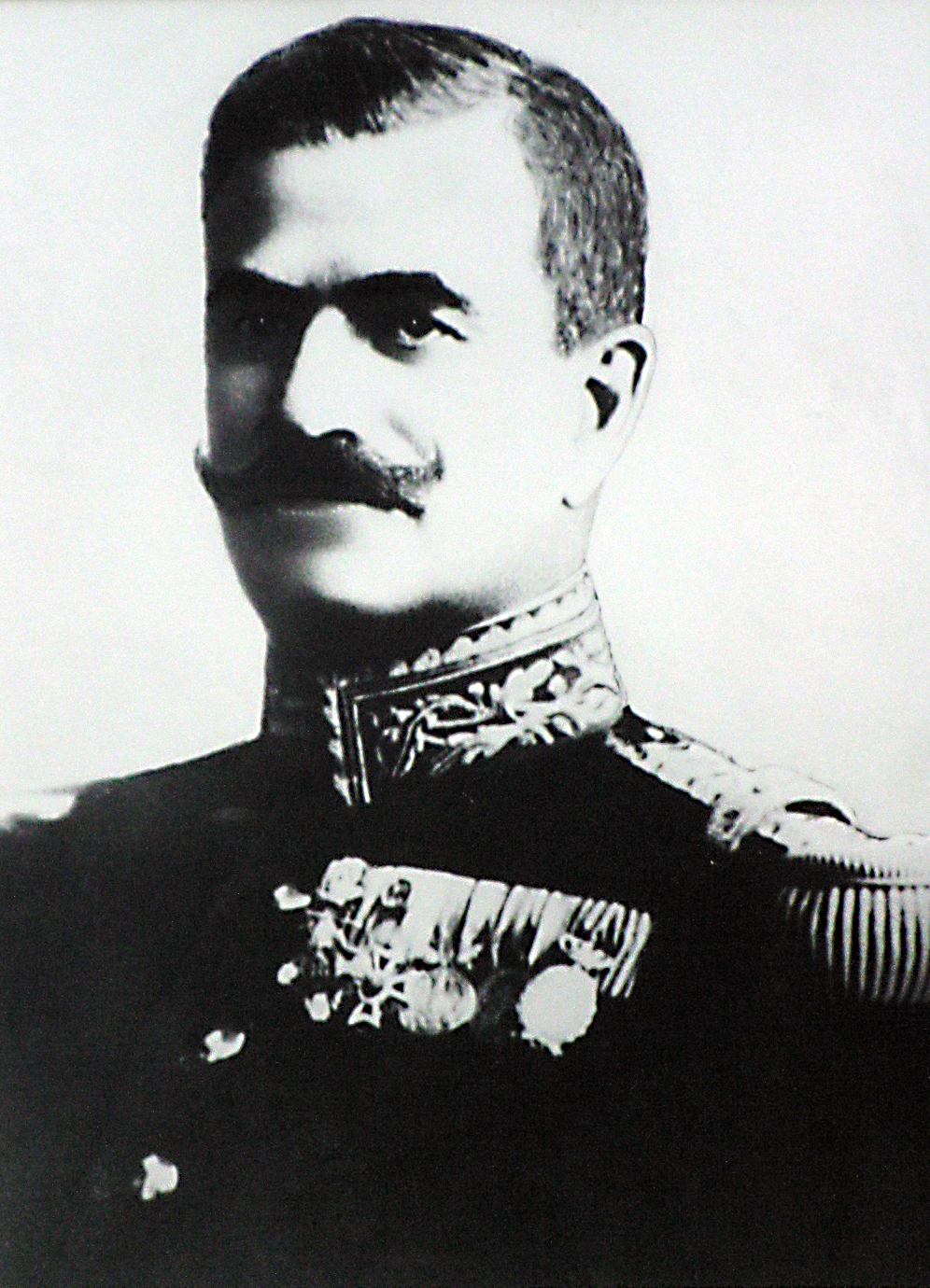
Generalul Constantin Iancovescu, Ministrul de Război al Regatului României

În contextul în care Basarabia se afla la sfârșitul anului 1917 sub teroarea trupelor rusești bolșevizate cantonate în gubernie și a bandelor de dezertori de pe front, Sfatul Țării nu a avut cum face față anarhiei instalate cu puținele sale unități militare (numite cohorte) – și ele contaminate parțial de bolșevism. Ca atare, într-o primă încercare datată 8 decembrie 1917, a solicitat, fără succes, ajutorul trupelor aliate. Cererilor repetate având același subiect, adresate de Consiliul Directorilor atât generalului Dmitri Șcerbaciov cât și generalului Henri Mathias Berthelot, de a trimite în Basarabia „trupe disciplinate și sigure”, nu li s-a putut răspunde pozitiv, după cum nici demersurile făcute pe lângă guvernul Ucrainei nu au avut succes. Cererile similare făcute Guvernului Brătianu au fost inițial declinate de acesta, în contextul dificilelor raporturi în care se afla România cu Puterile Centrale (orice pretext furnizat acestora ar fi putut să determine o rupere a armistițiului și ocuparea restului de teritoriu rămas liber). Între timp însă, relațiile dintre statul român și guvernul de la Moscova s-au deteriorat, astfel că trimiterea unui număr limitat de unități române în luna decembrie 1917 peste Prut, pentru a alunga jefuitorii și revoluționarii din câteva sate basarabene, a determinat mai întâi trimiterea unui protest sovietic oficial, iar mai târziu arestarea ministrului României la Petrograd și confiscarea Tezaurului de către regimul bolșevic.

La 22 decembrie 1917, guvernul moldovenesc a solicitat printr-o telegramă (semnată de Pantelimon Erhan, Ion Pelivan și Vladimir Cristi) Ministerului de Război român ajutor militar, concretizat prin trimitere 
„a unui regiment ardelenesc, cu posibilă urgență. Totodată, vă rugăm să ordonați ca acest regiment să stea la dispoziția directorului Republicii Moldovenești.”
 Pe 24 decembrie, în răspunsul său, Ministrul de Război român Constantin Iancovescu a a asigurat Sfatul Țării că 1.000 de militari ardeleni vor fi trimiși de la Kiev ca sprijin (aceștia fiind destinați inițial doar să tranziteze Chișinăul, spre România).

## Preludiu

### Planul de operații
La 2 ianuarie 1918, locotenentul-colonel Ion Antonescu a înaintat un studiu privitor la dislocarea în Basarabia a unor formațiuni militare române. Scopul acestei dislocări ar fi urmat să fie asigurarea reaprovizionării trupelor care operau pe frontul român și a populației românești. Pentru aceasta ar fi urmat să se asigure circulația regulată a trenurilor de aprovizionare pe ruta Odesa – Socola, Iași, precum și asigurarea ordinii în teritoriul dintre Prut și Nistru prin împiedicarea jafurilor și formarea depozitelor.
Confruntarea eventuală cu unități bolșevice a fost prevăzută, drept care Antonescu a propus trimiterea unei divizii prevăzută cu mijloacele necesare și întărită un regiment de cavalerie, pentru a ocupa segmentul de cale ferată Tighina/ Bender – Socola, cu un puternic control al centrelor Bender și Chișinău. De asemenea, trupele diviziei ar fi urmat să aducă ordinea în zona afectată acesteia – pentru a asigura formarea depozitelor și ar fi urmat să se opună bandelor rusești înarmate în cazul în care acestea ar fi urmat să încerce restabilirea stării de anarhie.

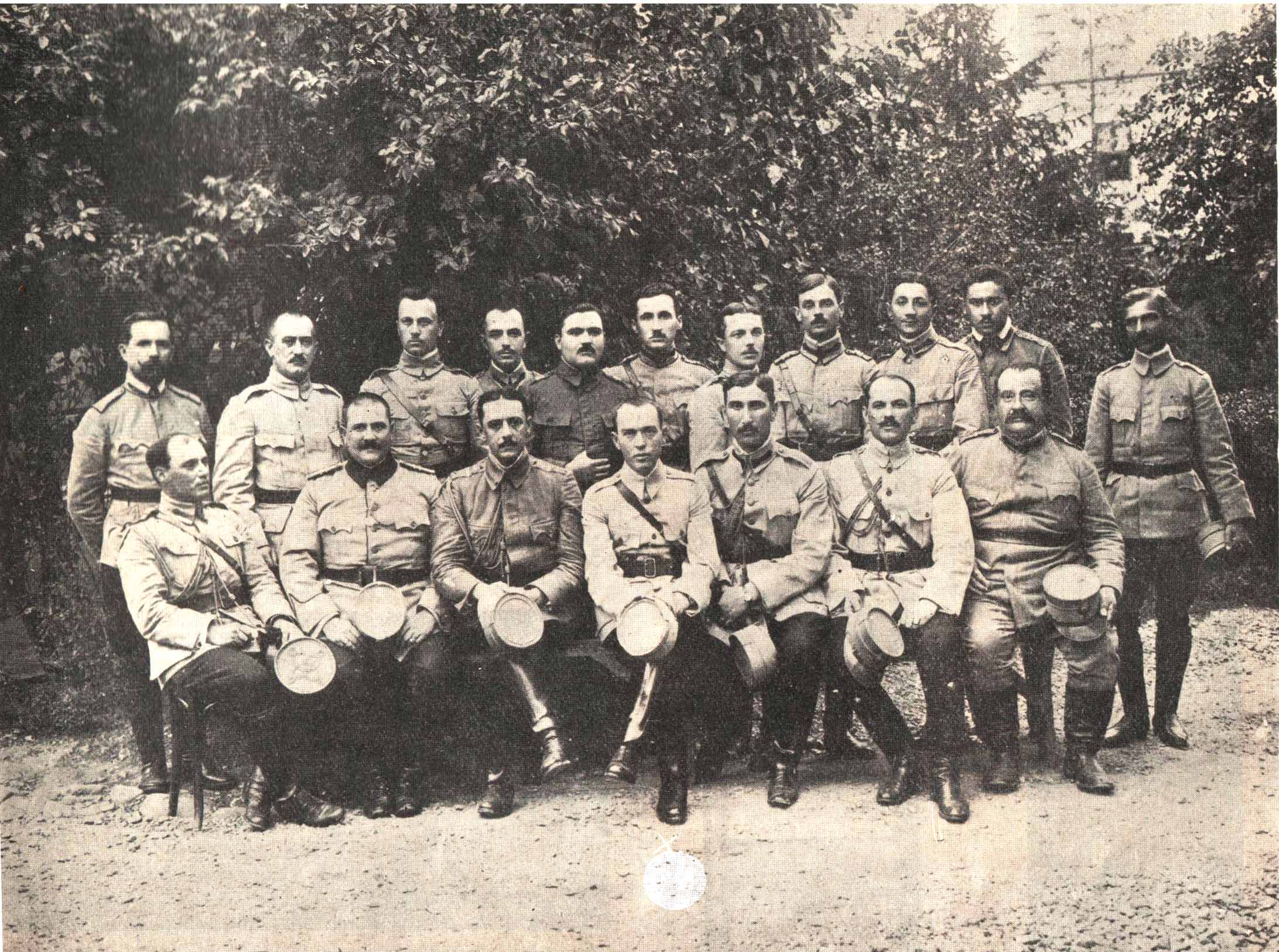
Ion Antonescu în anul 1918 (rândul de jos, în centru), alături de ofițerii din Secția Operațiuni a Marelui Cartier General Român

Planul respectiv a fost defalcat în două acțiuni deosebite.
- Prima ar fi trebuit să fie una rapidă – prin surprindere, pentru a fi ocupat traseul căii ferate dintre Ungheni (centru destinat trupelor române) și Tighina/Bender (destinat unor trupe loiale ucrainene, musulmane sau sârbe, aflate sub ordinul Comandamentului Rus). Cele două capete ale liniei ar fi trebuit ocupate simultan,[12] pentru a se evita aruncarea în aer, de către elemente ostile, a podului de peste Nistru. Chișinăul ar fi urmat apoi să fie ocupat cât mai rapid.[13]
- A doua ar fi trebuit fie trecerea Prutului de către trupele diviziei, pentru a fi concentrate în zona Chișinău-Cărbuna.[12]

Ocuparea Chișinăului ar fi trebuit să revină unui efectiv format din 3 batalioane (2 de ardeleni și 1 de grăniceri), care după ocuparea Unghenilor ar fi urmat să plece de la Socola în 3 trenuri consecutive și să ajungă în capitala Basarabiei dimineața, pentru a dezarma elementele turbulente și a aresta capii acestora. Alături de cele 3 batalioane ar fi urmat să fie personal local din Chișinău, pentru a da comandanților informații în legătură cu punctele locale de interes (depozite, locuințe ale conducătorilor, localuri ocupate de trupe). De asemenea, în dotarea transporturilor de trupe ar fi urmat să fie material și echipe de cale ferată, precum și personal și material de poștă și telegraf.
După concentrarea diviziei în zona dedicată, batalionul de grăniceri ar fi urmat să fie retras din Chișinău.

### Situația pe teren
Pe data de 26 decembrie, trimiterea de mărfuri pe căile ferate către România a fost blocată de bolșevici, iar încercarea guvernanților basarabeni de a prelua sub controlul lor căile ferate a eșuat, după cum a eșuat și intenția lui Șcerbaciov, la care apelase Sfatul Țării, de a trimite în Basarabia Divizia a 7-a Cavalerie și 61 Infanterie.
Sub pretextul cumpărării de produse alimentare, în scurt timp au sosit de la Kiev ofițerii ardeleni Osvadă, Meteș și Ioan Vescan și ulterior alți 20 de ofițeri ardeleni – pentru a pregăti sosirea eșalonului, pregătire care s-a făcut în strâns contact cu Dimitrie Bogos – șeful de Stat Major al trupelor basarabene.  Ofițerii au fost cazați în împrejurimile orașului Chișinău, în comuna Lozova, cu concursul deputatului Ion Codreanu, care a convins țăranii să-i găzduiască, deși unii instigatori au încercat să-i facă pe țărani să le refuze primirea. La curent despre această operațiune au fost, în afară de Bogos, deputații Sfatului Țării Ion Codreanu, N. Codreanu și I. Pelivan, precum și sublocotenentul Secară – care semnase o telegramă prin care a cerut urgentarea operațiunii.
Pe 30 decembrie guvernul român a decis cu asentimentul Aliaților trimiterea de trupe în Basarabia, dar la 1 ianuarie bolșevicii au preluat controlul asupra Gării din Chișinău, Poștei și Telgrafului. Având în vedere suprimarea anarhiei în teritoriul dintre Prut și Nistru, Comandamentul german a promis să nu profite de retragerea unor unități române din prima linie, destinate a fi folosite cu acest scop.
Declanșarea tratativelor de pace de la Brest-Litovsk, precum și refuzul Radei Centrale ucrainene de a recunoaște noua putere bolșevică instalată la Petrograd, au creat condiții favorabile pentru ca Sfatul Țării să declare separarea de Imperiul Rus. Astfel, într-una dintre instrucțiunile delegației din Gubernia Basarabia care ar fi urmat să plece pe 6 ianuarie 1918 spre Brest-Litovsk, a fost precizat faptul că delegația în cauză nu urma să recunoască Sovietul Comisarilor Poporului decât în calitate de guvern al Velikorusiei. Atitudinea în cauză a determinat însă accentuarea presiunilor bolșevice asupra Sfatului Țării, drept care la 5 ianuarie 1918 subdiviziunea Front-Otdel (condusă de V. Kaabak) a organizației militare bolșevice RUMCEROD din Odessa, împreună cu câteva unități militare bolșevizate (conduse de I. Melioșin și E. Venedictov), au declanșat o operațiune împotriva parlamentului moldovenesc, guvernului și susținătorilor acestuia.
În aceeași zi, în sprijinul detașamentului care urma să sosească, au pornit spre Basarabia 2 batalioane de voluntari ardeleni (un al treilea trecuse deja Prutul cu 1 zi înainte) și 2 batalioane de grăniceri români. Misiunea forțelor de sprijin a fost aceea de a se alătura detașamentului din Chișinău pentru a nimici împreună bandele rusofone antiunioniste, pentru a apăra populația românească cu avutul său și depozitele de materiale, precum și de a asigura securitatea guvernului și a instituțiilor de stat create în Basarabia.
Aflat la Iași, ambasadorul francez Saint-Aulaire i-a telegrafiat la 5/18 ianuarie 1918 consulului Sarrée de la Chișinău:
„Toți colegii mei, trimișii altor puteri aliate și eu, de asemenea, suntem împuterniciți să vă declarăm oficial că intrarea trupelor române în Basarabia este o acțiune pur militară cu scopul asigurării normale a spatelui frontului ruso-român în corespundere cu regulile existente în toate statele beligerante. Din această cauză intrarea trupelor române în Basarabia nu poate influența nici situația politică existentă din Basarabia, nici viitorul acestei țări”

## Desfășurare

### Eșalonul din Chișinău
Eșalonul de ardeleni (cu un efectiv de 850 de oameni conform lui Constantin Kirițescu și de aproximativ 1.000 de oameni conform istoricului Dorin Dobrincu) a fost trimis de la Darnița (Kiev), având ca misiune declarată paza depozitelor de subzistențe ale Armatei Române, de comun acord cu autoritățile ucrainene. Transportul detașamentului s-a făcut însă fără luarea unor măsuri de siguranță informativă și militară. Acesta ar fi trebuit să ajungă în gara Chișinău între miezul nopții și ora 1 a zilei de 6 ianuarie, dar datorită neregularității mersului trenurilor,  la ora 2 noaptea ajunsese de abia în Tighina. Înștiințate telegrafic că de aici, la ora 230, ar fi urmat să plece spre capitala Basarabiei o forță de ardeleni de aproximativ 1 batalion, autoritățile Front-Otdel-ului au luat măsuri, prin comisariatele gărilor Tighina și Chișinău, ca unitatea să nu poată sosi în capitală decât pe la orele 5-6 (aceasta dealtfel a și ajuns pe la 540).
| “ | [...] Așa de bine au știut străinii să ne dezguste de noi înșine și de frații noștri, încât mulți Moldoveni s-au lepădat de neam și au ajuns să socotească dușmani pe însăși frații noștri Români. Întâmplarea de la 6 ianuarie 1918, când moldovenii povățuiți de străini, și-au bătut joc de voluntarii transilvăneni, este o dovadă de starea în care ne-au adus acești străini, [...] | ” |
| — Chemarea adresată de Comitetul Central al Studenților români din Basarabia către tineretul basarabean, 24 ianuarie/6 februarie 1918 | |   |

Trupele bolșevice – comandate de Kaabak, din Bateria a 60-a rusă, Regimentul Căzăcesc de Cavalerie Nr. 4 și companiile de Gardă Roșie, alături de moldoveni din Regimentul 1 Infanterie și din regimentele de cavalerie, au ocupat din timp gara și împrejurimile, instalând tunuri în baterii și mitraliere pe acoperișuri. A doua zi, pe 6 ianuarie, la contactul cu detașamentul, situația a degenerat. Deși Inculeț și Erhan au încercat să prevină dezarmarea transilvănenilor, venind în rândul trupelor moldovenești pentru a le convinge să se întoarcă în cazărmi, încercarea acestora a eșuat. Voluntarii ardeleni au avut asupra lor numai câte 5 gloanțe fiecare, rezervele de muniție fiind depozitate într-un vagon. Având ordinul de a evita o înfruntare cu bolșevicii, comandantul eșalonului, colonelul Popescu, a decis să debarce trupa pe peron cu arma la picior pentru a demonstra intențiile pașnice ale detașamentului și în același timp a hotărât trimiterea unei delegații care să negocieze libera trecere. Strecurat până la detașamentul ardelenesc, căpitanul Vescan a comunicat ofițerilor români faptul că soldații sunt prinși în capcană, sfătuindu-l fără succes pe colonelul Popescu să atace imediat gara pentru a o ocupa. După ce un ofițer rus a apărut pentru a cere predarea eșalonului, a fost trimis pentru negocieri ofițerul Andrei Ghighiniță, dar în timp ce acesta ieșea din gară împreună cu ofițerul rus, trupele Front-Otdelului au atacat detașamentul de ardeleni.
În același timp în care primii morți și răniți au căzut dintre soldații ardeleni, Ghighiniță s-a întors la compania sa. Culcate la pământ, trupele ardelenești au pus mâna pe arme și ulterior au primit ordinul de a se retrage la adăpost după vagoane. Mai multe tentative de atac – respinse, au survenit din partea rușilor, dar  în scurt timp ardelenii au rămas fără muniție și comandantul eșalonului a trebuit astfel să decidă capitularea. Victime ale unei confuzii, ardelenii au depus astfel armele și s-au predat, printre morți (13 la număr) aflându-se până la urmă și comandantul eșalonului. Victime au existat în ambele tabere. Morții din această luptă, împreună cu alte patru victime ale unui bombardament executat de un avion german tot în zona gării feroviare la 6 mai 1917, au fost singurele victime directe ale războiului, din Chișinău.
După ce ofițerii au fost separați de trupă, detașamentul dezarmat a fost dus la cazarmă și răniții au fost transportați la cel mai apropiat spital, aflat în clădirea Liceului Eparhial de fete. Soldații și ofițerii ardeleni arestați cu acest prilej au fost eliberați grație implicării trupelor moldovenești de abia pe 9 ianuarie, după ce au fost bătuți, batjocoriți și scuipați pe străzile orașului.
În apărarea ardelenilor a intervenit personal locotenent-colonelul basarabean Gheorghe Andronache, comandant al Detașamentului de Gardă și Cavalerie pentru ordinea publică în Chișinău. Acesta, riscându-și viața, a oprit lupta și a vorbit ferm și convingător soldaților ruși și moldoveni răzvrătiți. S-a deplasat la Comandamentul Garnizoanei Chișinău și a negociat cu comandanții bolșevici încetarea focului, pentru a fi evitată decimarea detașamentului de ardeleni. A oferit de asemenea acestora ajutor medical, ocazia de a face baie, precum și hrană caldă. Venit la gară să protesteze împotriva uciderii soldaților ardeleni de către bolșevici, Anton Crihan a fost însă arestat. Acesta a reușit să evadeze ulterior și a fugit la Iași, unde s-a implicat în urgentarea implicării militare a României în Basarabia. 
Scopul unității de voluntari fiind acela de a se pune la dispoziția conducătorilor Republicii Democratice Moldovenești pentru a asigura ordinea, dezarmarea încă de la debarcare a acesteia a făcut ca misiunea în cauză să eșueze lamentabil. Câțiva deputați ai Sfatului Țării au fost prinși de forțele militare bolșevice, iar alții, amenințați cu moartea, au părăsit Chișinăul. Dintre Directorii generali, trei au mers la Iași pentru a susține acolo trecerea Prutului de către Armata Română. Odată acest fapt cunoscut, de teama acuzațiilor de complicitate cu românii, Inculeț și Erhan au semnat o telegramă prin care au cerut încetarea intervenției armate și retragerea trupelor române din Basarabia.

### Trupele de sprijin

Harta teritoriului Republicii Democratice Moldovenești

Avansul trupelor de sprijin trimise din Regatul României a fost și el stopat de către trupele ruse, după ce unitățile acestora au trecut Prutul având ca motiv preluarea pazei unor depozite de alimente și armament de la Armata Rusă, într-o mișcare coordonată cu prezumtiva sosire a unității de ardeleni dinspre Kiev.
Ordinul inițial dat acestor unități a fost acela de a se evita folosirea forței și ciocnirile cu unitățile bolșevice. Un batalion de voluntari ardeleni a intrat în Basarabia pe la Leova în 4 ianuarie, iar de la Iași au pornind spre Chișinău pe 5 ianuarie 1918 detașamente de sprijin formate din două batalioane din Regimentul 1 Grăniceri și două batalioane de voluntari ardeleni. Organizarea acestora s-a făcut pe 3 eșaloane – direct de către Marele Cartier General, iar comanda lor a fost încredințată locotenent-colonelului N. Dimitriu sub direcțiunea superioară a generalului rus Kantzeroff.  În compunerea celor 3 eșaloane au intrat:
- Eșalonul I: Batalionul III din Regimentul 1 Grăniceri, 1 batalion de voluntari ardeleni din Regimentul 19 Infanterie și comandantul detașamentului.[23] Generalul rus Kantzeroff a fost inclus în calitate de reprezentant al lui Șcerbaciov.[20]
- Eșalonul II: Batalionul I din Regimentul 1 Grăniceri și  1 batalion de voluntari ardeleni din Regimentul 27 Infanterie.[23]
- Eșalonul III: trenurile de luptă ale celor 4 batalioane.[23]

Primele 2 eșaloane au debarcat la Ghidighici  în ziua de 6 ianuarie începând cu ora 11. În raport cu direcția de înaintare spre Chișinău, Batalionul III Grăniceri a fost dispus în aripa dreaptă și a avut ca obiectiv partea de sud-vest a orașului,  batalionul de voluntari ardeleni din Regimentul 27 Infanterie a fost dispus în centru, pe șosea și calea ferată, având ca obiectiv gara orașului, iar batalionul de voluntari ardeleni din Regimentul 19 infanterie în aripa stângă, având ca obiectiv partea de nord-vest a capitalei. La 6 seara, trupele s-au pus în mișcare spre Chișinău, dar s-au angajat în luptă cu trupe rusești concentrate de bolșevici, care aflaseră de sosirea trupelor române. Două divizii de cavalerie, multă infanterie și artilerie au angajat în luptă eșaloanele debarcate – lipsite de munițiile și hrana aflate în cel de-al treilea eșalon lăsat în urmă, oprit și el la Ungheni, pe dreapta Prutului, de trupele bolșevice.
La ora 20, în lipsa știrilor despre cel de-al treilea eșalon, una dintre locomotivele eșaloanelor debarcate a fost trimisă înapoi, în recunoaștere, cu un ofițer și o grupă de mitraliere,  în întâmpinarea trenului regimentar, pentru a-i grăbi venirea și pentru a-i acorda un eventual sprijin. La 4-5 km, acțiunea de recunoaștere a trebuit stopată, deoarece linia era distrusă și în respectivul punct dintr-un tren debarcau cazaci ostili trupelor române. Ca efect al informației că linia ferată fusese tăiată, batalioanele s-au oprit pe aliniamentul atins (stația Petricani). La ora 22 a parvenit, prin intermediul maiorului Nadolu, venit de la marele Cartier General din Iași cu o mașină, știrea că cel de-al treilea eșalon nu mai poate ajunge. Ca efect al imposibilități de aprovizionare, comandantul detașamentului a hotărât ruperea luptei și retragerea, mai întâi în pădurea Durleștilor. În urmărirea românilor a pornit în noaptea de 7 ianuarie cavaleria rusă. După concentrarea trupelor  în stația Ghidighici pe data de 7 ianuarie, retragerea a continuat la ora 8 dimineața spre Trușeni, Scoreni (sosire la ora 9, repaos de 4 ore), Ulmu (unde s-a sosit la ora 18, într-o zonă cu populație foarte ostilă). Cantonarea s-a făcut într-o pădure, la 6 km de Ulmu. Pe 9 ianuarie 1918, trupa a sosit la ora 9.30 la Ciuculeni și la ora 13 a pornit din Bujor spre Nemțeni. Pe 11 ianuarie detașamentul a reluat marșul spre Costuleni, iar în data de 12 ianuarie la orele 18 a reajuns în Iași.
Cel de-al treilea eșalon a reușit totuși să treacă de Ungheni (unde se afla o garnizoană rusă semnificativă, bolșevizată) dar numai după ce acesta a fost ocupat de o companie românească de grăniceri. Atacat la Cornești, eșalonul a pierdut pe generalul Nekrasov – comandantul Armatei a IX-a ruse și pe colonelul Sokolov, iar pe 9 ianuarie în gara Strășeni a fost copleșit de forțe bolșevice.
Batalionul care a trecut Prutul pe la Leova – ajuns în a doua zi la Basarabeasca (localitate pe lângă care trecea linia ferată ce străbătea Basarabia, pornind de la Chișinău), a căzut în cea mai mare parte în prizonierat fără luptă. Aceasta s-a întâmplat ca urmare a deciziei eronate a comandantului unității de a accepta încartiruirea și dezarmarea preventivă prealabilă în respectiva localitate – dominată de un regiment de infanterie și unul de artilerie rusești.

## Epilog

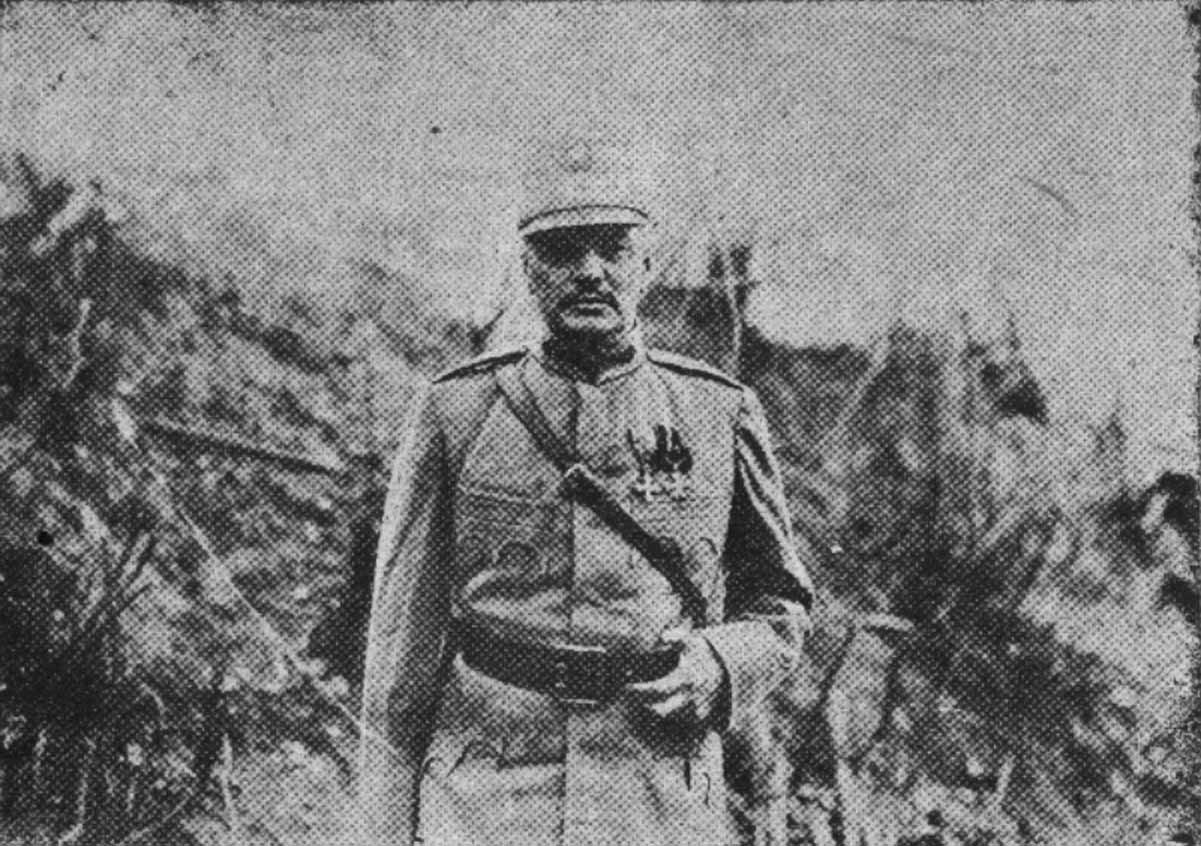
Generalul Ernest Broșteanu în Basarabia în anul 1918

În condițiile derulării puciului bolșevic a urmat o a doua cerere de ajutor din partea Guvernului Republicii Democratice Moldovenești adresată Guvernului României, ca urmare a unei hotărâri din 6 ianuarie 1918 a unioniștilor (sprijinită ulterior de adunarea secretă a Blocului Moldovenesc – cea mai puternică facțiune din Sfatul Țării). Patru divizii române aflate la dispoziția Corpului VI Armată (11 și 13 infanterie și 1 și 2 cavalerie) însoțite de către comandantul Misiunii Militare Franceze franceze – generalul Henri Mathias Berthelot, au avansat peste Prut în data de 10 ianuarie 1918 în baza unei înțelegeri între Aliați.
 Trecerea peste Prut a fost asigurată de către Brigada 1 Grăniceri, care a asigurat celor 4 divizii ocuparea podurilor și a raioanelor cu vaduri și apărarea flancurilor la trecerea râului. Ulterior grănicerii au rămas în dispozitiv de pază pe malul drept al Prutului.
Pe data de 13 ianuarie Divizia 11 Infanterie a generalului Ernest Broșteanu a intrat în Chișinău, ultimii jefuitori părăsind orașul pe 16 ianuarie.

## Neclarități și controverse

### Rolul lui Gherman Pântea

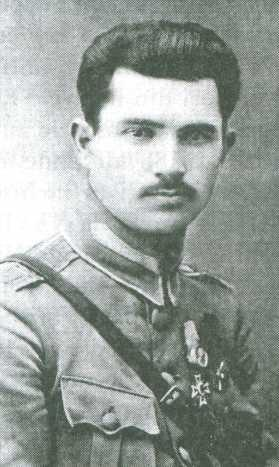
Gherman Pântea (aproximativ în 1918)

Gherman Pântea – adjunct al titularului Directoratului General de Război și Marină din Basarabia (dar cel care de fapt a exercitat de facto autoritatea postului,  dat fiind că directorul Cojocaru era bolnav), a fost acuzat în ziarul „Epoca“ din 12 martie 1935 de către istoricul și genealogistul Emanoil Hagi Moscu, precum că ar fi fost autorul masacrului voluntarilor ardeleni din noaptea de 6 ianuarie 1918 din gara Chișinău. Aceste acuze au fost formulate aducându-se ca probă corespondența din ianuarie 1918 a lui Pântea cu căpitanul Anatol Popa din Bălți, împușcat ulterior de trupele române. Într-unul din pasajele din respectiva corespondență, ex-adjunctul a afirmat:
„eu am dat ordin să iasă la front toată armata moldovenească; când am aflat că românii vin cu prea mari forțe, am schimbat ordinul”
 În apărarea lui Pântea, a cărui atitudine din ianuarie 1918 a fost caracterizată de către revista „Patrimoniu“
„drept cel puțin stranie... ambiguă, greu de definit”
 s-a ridicat însă istoricul Nicolae Iorga. Aceeași revistă „Patrimoniu“ a speculat că ar fi fost posibil ca respectiva ambiguitate să îi fi fost impusă lui Gherman Pântea de contextul extrem de dificil în care a fost obligat să acționeze. Ion Pelivan ilustrează însă persoana lui Pântea din acele zile, astfel:
„sublocotenent Pântea Gherman, băiat tânăr, cu studiile neterminate și care nu avea tactul cerut de timpurile grele și mal ales pe atunci el singur nu‑și lămurise încă direcția conduitei sale, nu știa: spre Prut sau Nistru, era prea tânăr.”
Este de menționat că până la urmă acesta (Pântea), a fost el însuși arestat de către „Front-Otdel“, fiind eliberat odată cu soldații ardeleni pe 9 ianuarie de către propriile sale trupe moldovenești.

### Telegrama de protest a lui Inculeț și Erhan
Pe 6 ianuarie președintele Sfatului Țării Ion Inculeț și președintele Consiliului de Directori Pantelimon Erhan au încercat să trimită Cartierului General Rus de la Iași, reprezentanților Guvernelor aliate precum și Guvernului Român telegrame de protest contra intrării Armatei Române în Basarabia. Aceștia au solicitat numai trimiterea de trupe ruse. La nivelul Telegrafului Poștal Militar din Chișinău, s-a încercat în secret stoparea expedierii acestor telegrame.
„Protestăm împotriva introducerii armatelor românești pe teritoriul Republicii Moldova. Vă cerem categoric încetarea imediată a trimiterii trupelor și rechemarea imediată a trupelor deja plecate peste graniță. Intrarea trupelor românești în Basarabia ne amenință cu ororile războiului civil care a și început. Trupele rusești trebuie lăsate să treacă liber fără vreun impediment.”—6 ianuarie 1918, Iași, Guvernului României
Este posibil ca Erhan și Inculeț să fi fost forțați de către bolșevici să protesteze pentru a opri intervenția militară română, dar pe de altă parte este la fel de posibil ca ei să fi fost împotriva acesteia. Argumente pentru ultima variantă sunt situarea acestora la stânga spectrului politic, dorința lor de a vedea republica fie independentă fie drept parte autonomă a unei Federații Ruse – ca cea mai bună oportunitate pentru reformă, precum și absența lui Inculeț la ședința Sfatului Țării în care s-a hotărât trimiterea unei misiuni la Iași și înlăturarea acestuia din delegația care ar fi urmat să fie trimisă la Brest-Litovsk, în momentul în care acest a susținut încorporarea Basarabiei într-o Federație Rusă. De asemenea, Erhan și Inculeț au fost forțați să ordone trupelor moldovenești să lupte împotriva înaintării trupelor române. Cu toate că telegrama respectivă a fost interceptată, totuși câteva unități moldovenești au luptat alături de revoluționarii ruși împotriva soldaților români.

### Mitul instaurării unui regim sovietic în ianuarie 1918
Cu scopul de a justifica anexarea de către URSS a Basarabiei în 1940, istorici moldoveniști din perioada sovietică au încercat să creeze mitul stabiliri a unui regim sovietic în Basarabia anterior intervenției românești din ianuarie. Sosirea unității de ardeleni în Chișinău a fost astfel considerată a fi una dintre variantele de început ale atacului împotriva regimului sovietic instaurat. Necesitățile impuse de justificarea acestui mit, au făcut să fie ignorate atât realitatea declanșării reale a atacului românesc cu o zi înainte la Ungheni, cât și existența unor operațiuni limitate ale armatei române în zona unor sate din stânga Prutului în decembrie 1917, zonă unde temporar în acea perioadă, actualul oraș de frontieră Leova a fost în mâna trupelor române.
În mod similar, data de 6 ianuarie 1918 a fost propusă de istorici moldovenești drept dată de început a Intervenției Aliate în Războiul Civil Rus. Cu toate acestea, istoricii din Moscova au ignorat intervenția română din Basarabia și au stabilit ca dată de start oficială a intervenției, atacul Aliaților asupra portului Murmansk din 6 martie 1918.